# Canal de Sirhind
El canal de Sirhind és un sistema de conducció d'aigua per a reg al Panjab, que agafa el líquid del Sutlej i rega el territori entre el Sutlej al nord-oest i els rius Patiala i Ghaggar al sud-est. Fou construït pel govern associat als prínceps phulkians de Patiala, Nabha i Jhind. Les obres de construcció es van iniciar l'any 1867, quedant acabades el 1882, quan el canal es va obrir oficialment.
El canal travessa la important ciutat de Bathinda. Durant 43 anys va proporcionar aigua de refrigeració per al complex termonuclear de Guru Nanak Dev, clausurat el 2017. En arribar a la població de Raike Kalan, el canal es bifurca, sense rebre cap nom específic cap dels dos ramals.